# الجعبة (ذي السفال)

تعديل مصدري - تعديل

الجعبة محلة تابعة لقرية طانف، التابعة لعزلة شقح وطانف بمديرية ذي السفال إحدى مديريات محافظة إب في الجمهورية اليمنية، بلغ تعداد سكانها 20 حسب تعداد اليمن لعام 2004.